# Johann Fasching
Johann Fasching (* 18. Juli 1847 in Jetzles; † 2. Mai 1888 in St. Pölten) war ein österreichischer Theologe und – unter dem Pseudonym Johann B. Fastenau – Schriftsteller.

## Leben und Werk
1853–1859 besuchte er die Volksschule in Vitis und im Anschluss daran 1859–1867 das Gymnasium Krems. Anschließend studierte er Theologie in St. Pölten und wurde 1871 zum Priester geweiht. 1871–1876 war er als Kooperator in Gars am Kamp tätig. Anschließend wurde er Domkurat an der Domkirche in St. Pölten und 1878 Kaplan am Collegio Teutonico di Santa Maria dell’Anima in Rom, wo er auch die Doktorwürde im Kanonischen Recht erwarb. 1880 kehrte er nach St. Pölten zurück, war 1881–1883 bischöflicher Sekretär und ab 1883 Professor für Pastoraltheologie an der Philosophisch-Theologischen Hochschule St. Pölten.
Neben theologischen Abhandlungen verfasste er auch belletristische Werke, die der katholischen Morallehre seiner Zeit verpflichtet waren.

## Veröffentlichungen
- Johann B. Fastenau: Ein Student aus dem Waldviertel. Die Lebensgeschichte eines Waldviertlers um die Mitte des 19. Jahrhunderts, Krems 1876  (Neuauflage: Vitis (Edition Vitis) 2011).
- Johann B. Fastenau: Gabriele, die Waise auf Rosenburg. Historisches Gemälde aus dem Ende des 16. Jahrhunderts, Graz (Vereins-Buchdruckerei) 1879.
- Johann B. Fastenau: Julian der Abtrünnige. Roman aus dem 4. christlichen Jahrhundert, Passau (Verlag Waldbauer) 1888.